# Szojuz TM–7
Szojuz TM–7 orosz, háromszemélyes szállító űrhajó, nemzetközi expedíciót vitt a Mir űrállomásra.

## Küldetés
Az űrhajó csatlakozását követően mentőegységként, illetve visszatérő eszközként került alkalmazásra. Az űrhajó felépítése, technikai adatai megegyeznek a Szojuz TM–1 űreszközzel.

## Jellemzői
1988. november 26-án a bajkonuri űrrepülőtér indítóállomásról egy Szojuz–U típusú hordozórakétával juttatták Föld körüli, közeli körpályára. Kétnapos önálló repülést követően  november 28-án csatlakozott a Mir űrállomáshoz. Az orbitális egység pályája 88,7 perces, 51,6 fokos hajlásszögű, elliptikus pálya-perigeuma 218 kilométer, apogeuma 315 kilométer volt. Tömege 7150 kilogramm.
Dokkolásnál első alkalommal alkalmazták a nyomásmentes, több ponton kapcsolódó adaptert. Egy teherűrhajó 240 kilogramm kutatási anyagot szállított a helyszínre. Az űrállomáson különböző tudományos munkákat végeztek: Föld-megfigyelés, geofizikai kísérletek különböző anyagokkal (Mir laboratorium), biológiai és biotechnológiai műveletek, kísérletek. Szolgálati idejük alatt karbantartó, javító munkálatokat végeztek. Chrétien lett az első nem amerikai, nem szovjet űrhajós, aki űrsétát végezhetett. A francia kutatási program keretében 16 különböző kísérletet végeztek.
1989. április 27-én földi parancsra belépett a légkörbe és hagyományos – ejtőernyős leereszkedés – módon Zsezkazgan várostól 140 kilométerre sikeresen visszatért a Földre.

## Személyzet

### Felfelé
- Alekszandr Alekszandrovics Volkov kutatásfelelős parancsnok
- Szergej Konsztantyinovics Krikaljov fedélzeti mérnök
- Jean-Loup Chrétien kutató-pilóta, második alkalommal teljesített szolgálatot a világűrben

### Tartalék személyzet
- Alekszandr Sztyepanovics Viktorenko kutatásfelelős parancsnok
- Alekszandr Alekszandrovics Szerebrov fedélzeti mérnök
- Michel Tognini kiképzett kutató-pilóta